# Військовий обов'язок у Німеччині
Військо́вий обо́в'язок у Німе́ччині — встановлений законом обов'язок громадян Німеччини чоловічої статі проходити військову службу у Збройних силах Федеративної Республіки Німеччина. Призов на основну військову службу згідно з § 5 Закону про військовий обов'язок було призупинено з 1 липня 2011 року. Відтоді військовий обов'язок обмежується (досі не насталими) станом напруженості та оборони.

## Історія

### Від епохи Наполеона до заснування Німецької імперії
До реформ, які Пруссія провела під впливом поразки у війні проти Франції 1807 року, належало в рамках Визвольних війн 1813–1814 років запровадження загального військового обов'язку. Це було пов'язано з принциповим підвищенням статусу солдата, оскільки доти прості солдати вважалися суспільно декласованими. Військова служба, до якої призивали також синів шляхти та буржуазії, тепер вважалася почесною службою, а армія — «школою нації». Військовозобов'язані з «освічених класів» могли записуватися «однорічними добровольцями» і після цього року мали перспективу подальшого навчання на офіцера резерву (що було пов'язано з великим суспільним престижем). Серед усіх великих європейських держав лише Пруссія після Наполеонівських війн зберегла свою систему загального військового обов'язку та модернізувала її, незважаючи на конфлікт щодо армії у 1860-х роках.
В інших німецьких та більшості європейських держав необхідну кількість рекрутів серед придатних за результатами медичного огляду визначали жеребкуванням. Однак той, хто витягнув жереб, міг виставити замість себе оплаченого ним замісника, тому в цих арміях служили переважно чоловіки з бідніших верств населення. Після закінчення терміну служби вони знову ставали замісниками замість іншого військовозобов'язаного, так що армії, як і французька, фактично складалися з професійних солдатів. Інші німецькі держави (наприклад, Австрія) призивали лише частину військовозобов'язаних, незважаючи на численні особливі положення, на дуже тривалий термін служби — 14 років.
Після того, як прусська система військового обов'язку довела свою ефективність у Дансько-прусській війні 1864 року та в Австро-прусській війні 1866 року, її перейняли інші німецькі держави. Внаслідок набуття чинності Зобов'язання до військової служби для Північнонімецького союзу у листопаді 1867 року було також оновлено положення про службу однорічних добровольців та їхнє право на отримання звання офіцера резерву, що доти було закріплено у військовому законі 1814 року. Згідно з новим законом, кандидати тепер могли обирати військову частину, в якій вони хотіли б стати офіцерами резерву після року дійсної служби. У роки після поразки Франції у Франко-прусській війні 1870–1871 років більшість держав Європи запровадили прусську модель. У Німецькій імперії потім регулярно видавалися «Закони, що стосуються чисельності німецької армії в мирний час». Відповідно до цього зразка, у багатьох державах встановився орієнтир для чисельності збройних сил, який забезпечувався за допомогою військового обов'язку, приблизно 1 % від населення. Найзначнішим винятком була Велика Британія. У Першій світовій війні — після того, як Велика Британія та США також запровадили військовий обов'язок — переважна більшість солдатів були військовозобов'язаними.

### Кайзерівська Німеччина, Веймарська республіка та нацистський період
Загальний військовий обов'язок було врегульовано Законом, що стосується зобов'язання до військової служби Північнонімецького союзу від 9 листопада 1867 року та статтями 57 і наступними Закону, що стосується конституції Німецької імперії від 16 квітня 1871 року, а також Імперським військовим законом від 2 травня 1874 року. Ця система військового обов'язку в основних рисах була взята за зразок пізнішими німецькими арміями, а також часто використовувалася на міжнародному рівні.
Військовий обов'язок починався з досягнення 17-річного віку. Військовозобов'язаний не міг бути представлений іншою особою при виконанні цього обов'язку. Ландштурм складався з військовозобов'язаних віком від 17 до 42 років, які не належали ні до армії, ні до флоту. В Імперській конституції було встановлено, що кожен придатний до військової служби німець протягом 7 років, з 20 до 28 років, належав до регулярної армії. В Імперському військовому законі це положення було деталізовано. Військовий обов'язок починався з 1 січня року, в якому виповнювалося 20 років. Військовозобов'язані підлягали призову. Військовий обов'язок тривав до 31 березня року, в якому виповнювалося 39 років. Існував обов'язок регулярно з'являтися до відповідних органів, доки не буде прийнято рішення про їх використання. Для контролю цього положення громади вели так звані облікові списки. Активна служба тривала 3 роки (піхота тощо). Після цього слідували 4 роки в резерві (з 1893 року змінено на 2 роки або 5 років). Кавалерія та кінна артилерія проходили дійсну службу протягом трьох років. До досягнення 31-річного віку тривав обов'язок перебування на обліку в категорії резервістів, що не пройшли дійсну службу. До цієї категорії належали насамперед придатні, але надлишкові особи, потім менш придатні або звільнені з інших причин, які не були призвані на дійсну військову службу. Чоловіки, які проходили дійсну службу менше 2 років, наприклад, однорічні добровольці, залишалися відповідно довше в резерві. Резерв слугував для доповнення активної армії. Солдати, які добровільно служили довше 2 років, служили відповідно коротше в Ландвері І. Решту років до 31 березня року, в якому виповнювалося 39 років, вони належали до Ландверу ІІ. Солдати, які добровільно вступили на службу до досягнення 20-річного віку, відповідно раніше виходили з Ландверу ІІ. При пізнішому вступі до активної армії через недостатній фізичний розвиток, прохання з огляду на цивільні обставини або відстрочку до 5 років, щоб не переривати професійну діяльність, військовозобов'язаний служив у Ландвері ІІ не довше, а також лише до свого 39-річчя. З 31 березня року, в якому йому виповнювалося 39, до 45 років він служив у Ландштурмі ІІ. Усе це регулювання стосувалося мирного часу, під час війни переходу з постійної армії до Ландверу не відбувалося.
Зміни в часовому розподілі за категоріями стану у відпустці приніс Закон, що стосується змін військового обов'язку від 11 лютого 1888 року, зокрема продовження обов'язку служби в ландштурмі до досягнення 45-річного віку.

Кількість призваних на військову службу визначалася розміром армії. У статті 60 Конституції Північнонімецького союзу чисельність армії в мирний час була встановлена на рівні 1 % населення 1867 року. Майбутнє визначення чисельності армії в мирний час регулювалося імперським законодавством, яке надавало Рейхстагу значне право голосу.
|                                                             | Чисельність армії в мирний час, що складається з унтер-офіцерів та солдатів, на період з 1 січня 1875 року до 31 грудня 1881 року становить 401 659 осіб. Однорічні добровольці не враховуються в чисельності армії в мирний час. |
| — § 1 Імперського військового закону від 2 травня 1874 року | |

Однак це не стало загостренням ситуації, хоча і супроводжувалося збільшенням чисельності армії. Саме націонал-ліберали та Прогресивна партія бачили в номінальному встановленні чисельності армії обмеження бюджетного права Рейхстагу, оскільки це перетворювало затвердження військового бюджету на фарс. Безумовно, Бісмарк виніс уроки з Прусського конституційного конфлікту. Проте швидке зростання населення з 1871 року призвело до того, що між заснуванням Імперії та початком Першої світової війни лише 63 % військовозобов'язаних чоловіків були призвані до лав армії. Навіть у період посиленого озброєння, як-от у 1912 році, співвідношення чисельності армії до загальної кількості населення становило лише 0,923 %. Ефективний і, отже, справедливий призов став можливим лише на початку Першої світової війни з указом про загальний військовий обов'язок від 3 вересня 1914 року, §§ 9, 10, 11, 12, 16. Але він також став законодавчою основою, яка перетворила відносно невелику, порівняно з супротивниками, армію на мільйонну.
Німеччина у 1919 році на підставі Версальського мирного договору була змушена відмовитися від військового обов'язку, «щоб уможливити початок загального обмеження озброєнь усіх націй». Рейхсвер був професійною армією, обмеженою 115 000 особами. Він перетворився на «державу в державі», де зосереджувалися антиреспубліканські сили, особливо консервативно-націоналістичного та антисемітського спрямування.
Провал Женевської конференції з роззброєння спонукав кабінет Гітлера, який перебував при владі в Німеччині з січня 1933 року, вийти з Ліги Націй у жовтні 1933 року та відновити обов'язкову військову службу 16 березня 1935 року Законом про розвиток збройних сил. Цей крок був давно підготовлений і не спричинив жодних контрзаходів з боку Ліги Націй. Того ж року, згідно з німецько-британською військово-морською угодою, Велика Британія дозволила Німеччині переозброїти свій флот понад чинні обмеження Версальського договору. Військовий обов'язок згідно з додатково виданим Військовим законом від 21 травня 1935 року тривав з досягнення 18-річного віку до 31 березня, що наставав після досягнення 45-річного віку. Однак коло німецьких чоловіків, які підлягали виконанню військового обов'язку, могло бути «під час війни та за особливих надзвичайних обставин» розширене імперським військовим міністром, а з указу фюрера від 4 лютого 1938 року — начальником Верховного командування Вермахту. З Постановою про розширення військового обов'язку від 12 серпня 1943 року вже 17-річних юнаків призивали на військову службу, і вони йшли безпосередньо з таборів військової підготовки до Вермахту, як офіційно називався Рейхсвер з 1935 року.
У 1935 році першими до проходження однорічної служби були призвані чоловіки 1914 року народження (у Східній Пруссії — 1910 року народження). Проходженню військової служби передувала піврічна трудова повинність, до якої перших військовозобов'язаних 1915 року народження призвали 1 жовтня 1935 року. Чоловіки «білих» років народження (до 1914 року) проходили лише дво-, а згодом тримісячну скорочену підготовку. 24 серпня 1936 року термін обов'язкової служби було продовжено з одного до двох років.
Друга світова війна закінчилася в Європі беззастережною капітуляцією Вермахту 8/9 травня 1945 року. Законом Контрольної ради № 8 від 30 листопада 1945 року було скасовано Військовий закон, а отже, і військовий обов'язок, а Законом Контрольної ради № 34 від 20 серпня 1946 року Вермахт було розпущено.

### Після Другої світової війни до кінця поділу Німеччини

#### Федеративна Республіка Німеччина

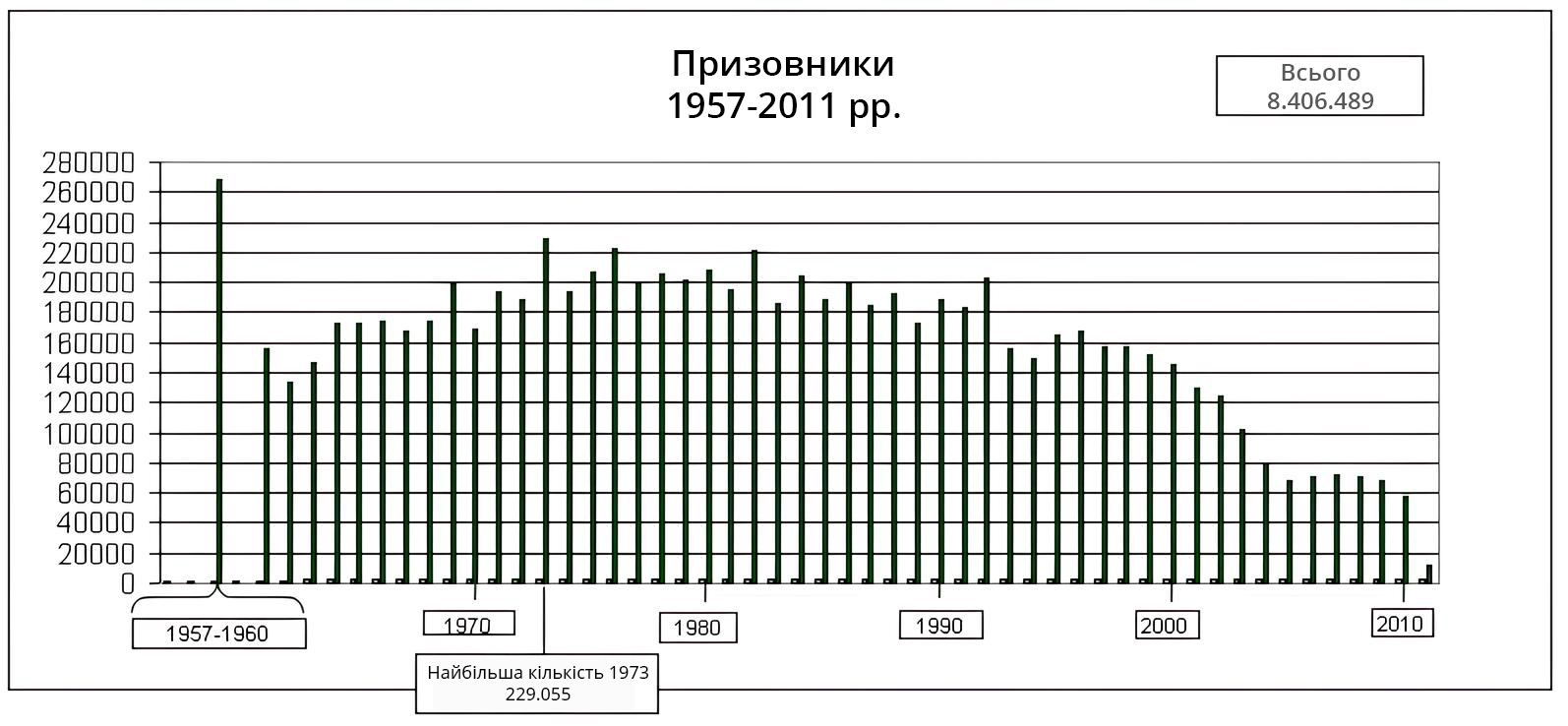
Призвані військовозобов'язані 1957–2011

Парламентська рада у 1949 році закріпила в Основному законі можливість відмови від військової служби з міркувань совісті, але не сам військовий обов'язок. Бундесвер було створено — після дискусії про переозброєння — з 12 листопада 1955 року, а військовий обов'язок для чоловіків було запроваджено з набранням чинності Законом про військовий обов'язок від 21 липня 1956 року. 1 квітня 1957 року вперше відбувся призов на підставі цього закону. Загалом, усі німецькі чоловіки, народжені після 30 червня 1937 року, були військовозобов'язаними. У 1968 році в Основному законі було закріплено:
12a [Військовий та службовий обов'язок]
- (1) Чоловіки можуть бути зобов'язані з досягнення вісімнадцятирічного віку до служби у збройних силах, у Федеральній прикордонній службі або в підрозділі цивільного захисту.
- (2) Той, хто з міркувань совісті відмовляється від військової служби зі зброєю, може бути зобов'язаний до альтернативної служби. Тривалість альтернативної служби не повинна перевищувати тривалість військової служби.

Оскільки це є диспозитивною нормою, військовий обов'язок може бути в будь-який час запроваджений або призупинений Бундестагом простою більшістю голосів, без необхідності внесення змін до Основного закону. Вже у 1978 році Федеральний конституційний суд встановив: «Військова оборона країни, передбачена Конституцією, може бути забезпечена на основі загального військового обов'язку, але — за умови збереження її функціональності — конституційно беззаперечно також, наприклад, за допомогою добровольчої армії.»

#### Німецька Демократична Республіка (1949–1990)
Законом про доповнення до Конституції від 26 вересня 1955 року, який оголосив «службу на захист Батьківщини та здобутків трудящих» «почесним національним обов'язком громадян Німецької Демократичної Республіки», було підготовлено бойове завдання Вільної німецької молоді та оборонне законодавство 1961 року. Через п'ять місяців після спорудження Берлінського муру законом від 24 січня 1962 року було запроваджено загальний військовий обов'язок у НДР. Він стосувався всіх громадян чоловічої статі віком від 18 до 50 років (включно) і міг бути виконаний шляхом 18-місячної строкової військової служби в ННА або, за згодою військовозобов'язаного (принаймні у 1980-х роках), у Прикордонних військах НДР, або у формі альтернативної служби у казарменій народній поліції, транспортній поліції, підрозділах цивільної оборони НДР, будівельних підрозділах Національної народної армії або, за умови попереднього зобов'язання на трирічний термін служби, у Вартовому полку «Фелікс Дзержинський» Міністерства державної безпеки. Кожен військовозобов'язаний мав розраховувати на те, що після проходження строкової військової служби його один або кілька разів призовуть на тримісячні навчальні збори резервістів.
Національна рада оборони НДР з 7 вересня 1964 року надала віруючим військовозобов'язаним можливість проходити військову службу без зброї як будівельний солдат ННА. Це була унікальна для соціалістичних країн форма альтернативної військової служби. Будівельні солдати, яких називали «лопатниками» (нім. Spatensoldaten) або «шпатіс» (нім. Spatis), не навчалися володінню зброєю і переважно використовувалися у військовому або цивільному будівництві. Замість військової присяги вони складали лише обіцянку. Будівельні солдати під час служби та після неї могли зазнавати знущань. Вони мали гірші освітні шанси; місце в університеті їм часто не надавали. Цивільна альтернативна служба в НДР була неможливою.
Після падіння Берлінського муру та перед першими вільними виборами в НДР у лютому 1990 року було створено можливість проходження цивільної служби в НДР. Це було частиною армійської реформи, вимушеної страйками солдатів та мирною революцією. З моменту падіння муру переслідування військовозобов'язаних, які ухилялися від призову, практично припинилося.

#### Протекторат Саар (1947–1956)
У частково суверенному Саарі (1947–1956) не було військового обов'язку. За оборону краю відповідала Франція. Вже у 1947 році французькі війська були виведені.

#### Особливий статус Берліна (до 1990)
Під час поділу Німеччини громадяни Західного Берліна не підлягали військовому обов'язку, оскільки військове законодавство через застережні права союзників у Західному Берліні не було прийнято. Тому численні чоловіки із Західної Німеччини переїжджали до Берліна, щоб ухилитися від військової служби. Хоча вони залишалися військовозобов'язаними, західнонімецькі районні військові комісаріати не могли їх дістати через особливий статус міста. За оцінками, близько 50 000 військовозобов'язаних таким чином ухилилися від військової служби. Однак ті, хто переїжджав до Західного Берліна лише після отримання повістки про призов, як правило, розшукувалися за ордером на арешт, і цей ордер також виконувався в Західному Берліні. Дезертирів потім поліція повертала до Західної Німеччини. Щоб успішно уникнути військового обов'язку під час перебування в Західному Берліні, необхідно було переїхати до Західного Берліна до початку військового обліку (який починався після досягнення 17-річного віку) і проживати там до досягнення вікової межі для можливості призову.

## Військовозобов'язаність
Військовозобов'язаними є всі чоловіки, які досягли 18-річного віку, є німцями у розумінні Основного закону та згідно з § 1 Закону про військовий обов'язок:
1. мають постійне місце проживання у Федеративній Республіці Німеччина або
2. мають постійне місце проживання за межами Федеративної Республіки Німеччина та або:
  - раніше мали постійне місце проживання у Федеративній Республіці Німеччина або
  - мають паспорт або свідоцтво про громадянство Федеративної Республіки Німеччина, або іншим чином довірили себе її захисту.

Згідно з § 3, військовий обов'язок закінчується наприкінці року, в якому виповнюється 45 років, для офіцерів та унтер-офіцерів це рік досягнення 60-річного віку. У разі стану напруженості та оборони він загалом закінчується лише в рік, у якому виповнюється 60 років.
Призов на строкову військову службу було призупинено в березні 2011 року, коли Німецький Бундестаг вніс зміни до Закону про військовий обов'язок. Згідно з § 2, усі подальші положення закону про виконання застосовуються лише у разі стану напруженості та оборони. Таким чином, військовий обов'язок в принципі залишається, але в мирний час більше не має правових наслідків. Бундесрат погодився з цим 15 квітня 2011 року. Це не впливає на статтю 12a Основного закону, яка уповноважує законодавчу владу відновити обов'язкову військову службу пізніше шляхом прийняття відповідного закону.

### Облік
Термін облік означав процес, за допомогою якого Бундесвер отримував персональні дані військовозобов'язаних. Це відбувалося шляхом щоквартальної передачі даних юнаків, які досягли 17-річного віку, органом реєстрації місця проживання. Це призводило до ситуації, коли особи, які до цього моменту або до досягнення призовного віку (у цьому випадку 23 роки) не зареєструвалися за фактичним місцем проживання в органі реєстрації, хоча й залишалися військовозобов'язаними та могли бути призвані з досягнення 18-річного віку, залишалися невідомими для Бундесверу. Однак зняття з реєстрації за фактичним місцем проживання становило адміністративне правопорушення.
Особи, що підлягали обліку, отримували повідомлення та прохання повідомити про можливі виправлення своїх даних до відповідного районного військового комісаріату. Останній викликав військовозобов'язаних на медичний огляд, під час якого, серед іншого, визначався ступінь придатності, що мав вирішальне значення для того, чи буде військовозобов'язаний призваний на військову службу.
Військовий обов'язок виконувався шляхом військової служби або, у випадку § 1 Закону про відмову від військової служби з міркувань совісті від 28 лютого 1983 року, шляхом цивільної служби. Тривалість строкової військової служби та цивільної служби з 1 січня 2011 року становила шість місяців. З 1 липня 2011 року військовий обов'язок було призупинено.

### Зарахування інших видів служби
Співробітники поліції (виконавчої служби) не проходять військової служби. Їхній військовий обов'язок вважається виконаним з моменту вступу до поліції (земельна поліція (§ 42) і федеральна поліція (BGS / BP) (§ 42a)). Виняток становлять випадки, коли служба в поліції припинялася до закінчення військового обов'язку.
Звільнення від строкової військової служби також можливе за умови щонайменше чотирирічного (раніше восьмирічного) зобов'язання на альтернативну службу у сфері цивільного захисту, яка може бути пройдена, наприклад, у Технічній службі допомоги, Добровільній пожежній охороні або в гуманітарних організаціях, таких як Робітничий самаритянський союз, Йоганнітер-Унфалль-Гільфе, Німецький Червоний Хрест, Мальтійська служба допомоги або Німецьке товариство порятунку на водах (§13a ).

### Звільнення від військової служби
Згідно з §11, від військової служби, серед іншого, звільняються:
безпосередньо звільнені:
- Священнослужителі
- Особи з тяжкою інвалідністю

звільнені за заявою:
- третій та кожен наступний син у сім'ї, якщо двоє його братів чи сестер пройшли строкову військову службу, альтернативну службу або військову службу тривалістю не більше 2 років як солдати за контрактом
- чоловіки, які одружені або перебувають у зареєстрованому цивільному партнерстві
- чоловіки, які здійснюють батьківську опіку

### Відстрочка
Згідно з §12, від військової служби, серед іншого, можуть бути відстрочені:
- військовозобов'язані, які готуються до духовного сану згідно з §11[37], тобто, наприклад, вивчають теологію з метою стати католицьким священиком[39] або євангелічним пастором чи священиком, або які здобувають належну теологічну освіту.
- військовозобов'язані, які проходять професійне навчання (при навчанні у вищих навчальних закладах лише з початку 3-го семестру)

Інші винятки регулюються, серед іншого, для:
- військовозобов'язаних, які вже проходили військову службу в армії іншої країни
- військовозобов'язаних, які мають щонайменше одного предка (до трьох поколінь назад), який зазнав переслідувань за часів націонал-соціалізму[40]
- військовозобов'язаних, які два роки працювали в службі розвитку

### Перебування за кордоном
Німецькі громадяни чоловічої статі, які досягли 17-річного віку, мали отримати дозвіл від районного військового комісаріату, якщо хотіли покинути Німеччину на термін понад три місяці. Якщо це ігнорувалося або перебування за кордоном продовжувалося понад наданий дозвіл, це могло стати підставою для відмови у видачі паспорта. Під час перебування за кордоном згідно з дозволом військовий обов'язок призупинявся.
Для німців, які вже постійно проживали за кордоном і мали там засоби до існування, військовий обов'язок також призупинявся.

### Військовий обов'язок у випадках множинного громадянства
Вже згідно з Конвенцією про скорочення випадків множинного громадянства та про військовий обов'язок осіб з множинним громадянством Ради Європи 1963 року, особи, які мали громадянство двох або більше договірних сторін, повинні були виконувати свій військовий обов'язок лише перед однією з цих договірних сторін. Це положення могло бути детальніше врегульоване спеціальними угодами між відповідними договірними сторонами. Європейська конвенція про громадянство 1997 року містить у ст. 21 відповідне положення, яке прямо не зачіпає громадянство відповідних осіб.
§8 передбачає, що військовозобов'язані можуть брати на себе зобов'язання щодо військової служби поза Бундесвером лише за згодою Федерального міністерства оборони, якщо тільки військова служба не має виконуватися на підставі законодавчих положень держави перебування. Військова служба, пройдена поза Бундесвером, або інша служба, пройдена замість військової, може бути повністю або частково зарахована до військової служби в Німеччині. Заяви про згоду на проходження військової служби поза Бундесвером та про зарахування там пройденої військової служби або іншої служби, пройденої замість військової, подаються до Кар'єрного центру Бундесверу.
Той факт, що військовий обов'язок у Німеччині призупинено з 1 липня 2011 року, не впливає на військовий обов'язок осіб з подвійним громадянством. Якщо постійне місце проживання та трудова діяльність знаходяться в Німеччині, вони, однак, мають право на відстрочку призову, якщо це передбачено законодавством іноземної держави.

### Кінець військового обов'язку та можливості призову
Військовий обов'язок згідно з §3 абз. 5 у стані напруженості та оборони для всіх військовозобов'язаних закінчується наприкінці року, в якому вони досягають 60-річного віку.
Однак слід розрізняти цей призов від призову на строкову службу, регульованого §5, який у мирний час (неповний перелік):
- як правило, триває до 23-го дня народження;
- триває до 25-го дня народження, зокрема, у разі
  - перебування за кордоном, що потребує дозволу, але є несанкціонованим, та у разі
  - відстрочок, які перешкоджають призову до 23-го дня народження;
- триває до 28-го дня народження, якщо через зобов'язання в службі з надзвичайних ситуацій призов до досягнення 23-річного віку був неможливий;
- триває до 32-го дня народження для осіб, які через свою професійну підготовку під час строкової військової служби переважно використовуються за військово-фаховим призначенням (наприклад, лікарі).

### Військова служба неслужилих у разі оборони
Особи, які не проходили військову службу, але є військовозобов'язаними, можуть бути за умови придатності та в межах вікових обмежень у стані напруженості або оборони призвані на військову службу на невизначений термін.
Правовими підставами для цього є:
- Стаття 12a Основного закону Федеративної Республіки Німеччина
- §16 (Мета медичного огляду), абзац 1 Закону про військовий обов'язок
- §21 (Призов) Закону про військовий обов'язок

### Зміни 2004 року
Другим Законом про внесення змін до Закону про цивільну службу у 2004 році було змінено правила призову:
- Зниження граничного віку призову на строкову військову службу з 25 до 23 років життя, тобто якщо комусь, наприклад, 30 червня виповнюється 23 роки, то його вперше до «липневого призову» вже не могли призвати на службу.
- Непризов одружених чоловіків або чоловіків, які перебувають у зареєстрованих цивільних партнерствах, або військовозобов'язаних, які мають опіку щонайменше над однією дитиною.
- Ступінь придатності T3 скасовано. Військовозобов'язані, яким було присвоєно ступінь T3, тепер вважаються визнаними непридатними.
- Військовозобов'язані та особи, що підлягають цивільній службі, які після здобуття загальної вищої або фахової вищої освіти розпочали виробниче або чиновницьке навчання, повинні за заявою отримати відстрочку (можливе скасування у разі військових навчань, оголошених як чергова служба, та у стані оборони згідно з §48).
- Військовозобов'язані та особи, що підлягають цивільній службі, можуть бути звільнені від службового обов'язку, якщо щонайменше двоє братів/сестер пройшли річну цивільну або військову службу.

В очікуванні нового регулювання, це вже практикувалося з 1 липня 2003 року.

### Призупинення військового обов'язку
На початку 2010 року тодішній федеральний міністр оборони Карл-Теодор цу Гуттенберг доручив провести аналіз недоліків для виявлення сильних та слабких сторін поточної ситуації в Бундесвері. 12 квітня для цього було створено структурну комісію під керівництвом голови Федерального агентства зайнятості Франка-Юргена Вайзе. Його рекомендації мали підготувати комплексну реструктуризацію Бундесверу з метою адаптації оборонних ресурсів Німеччини до поточних та майбутніх викликів безпековій політиці.
За кілька днів до закритого засідання з питань економії 6 та 7 червня 2010 року цу Гуттенберг запропонував «призупинити» військовий обов'язок. На цьому засіданні він узгодив свої раніше обговорювані всередині міністерства та Бундесверу плани з рештою кабінету та федеральним канцлером. Меркель спочатку виявила вагання.
23 серпня цу Гуттенберг представив урядовій коаліції п'ять різних моделей майбутньої структури збройних сил. У всіх моделях передбачалося від 150 000 до 180 000 солдатів строкової та контрактної служби. У деяких моделях планувалося призупинення військового обов'язку, тоді як інші передбачали 25 000 строковиків та 25 000 добровільних додаткових військовослужбовців. Були також варіанти з 30 000 строковиків або загалом добровільних військовослужбовців.
Пропозицію правління ХСС, подану за його ініціативою, про призупинення військового обов'язку делегати з'їзду ХСС 29 жовтня 2010 року схвалили переважною більшістю голосів. З'їзд ХДС також схвалив це 15 листопада 2010 року переважною більшістю голосів, після того як цу Гуттенберг у своїй промові агітував за реформу Бундесверу. У Основному законі військовий обов'язок залишився.
Від ВДП призупинення або скасування військового обов'язку вимагалося протягом багатьох років. ХДС та ХСС своїм рішенням, таким чином, приєдналися до вимоги свого коаліційного партнера.
Згідно зі ст. 1 Закону про внесення змін до військово-правових норм 2011 року, у §2 Закону про військовий обов'язок було встановлено, що закон застосовується лише у стані напруженості або оборони. Таким чином, з 1 липня 2011 року було призупинено виконання передбаченого законом обов'язку нести військову службу в мирний час. «З огляду на тривало змінену безпекову та оборонно-політичну ситуацію» втручання в основні права, пов'язані із законодавчими обов'язковими службами, більше не виправдані.
Згідно з рішенням кабінету, вже з 1 березня 2011 року ніхто не мав бути призваний проти своєї волі. 3 січня 2011 року було останнім днем призову в сенсі старого військового обов'язку.

## Альтернативні пропозиції та дискусії перед призупиненням військового обов'язку
Різні групи інтересів та партії, такі як ВДП, Ліві та Союз 90/Зелені, давно вимагали призупинити або скасувати військовий обов'язок у Німеччині. Проти цього до приблизно 2010 року виступала більшість політиків ХДС/ХСС. Усередині СДПН у 2007 році після багаторічних внутрішніх дебатів на чолі партії намітилася більшість за перетворення військового обов'язку на добровільну військову службу.
У 2009 та 2010 роках у ЗМІ спостерігалася «нова дискусія про військовий обов'язок» щодо розумної організації скороченої строкової військової служби. Зокрема, у зв'язку з цим обговорювалася описана нижче концепція обов'язкової військової служби «5 плюс 1».
Журнал Der Spiegel у червні 2010 року описав становище призовників у Бундесвері як державне «байдикування» та боротьбу з нудьгою.

### Відмінності між загальним військовим обов'язком та обов'язковою службою
Загальна обов'язкова служба передбачає залучення всієї молоді, включно з дівчатами. Можливість відмови [від військової служби зі зброєю] пояснюється пріоритетом служби на захист країни. Комісія «Імпульси для громадянського суспільства» у 2004 році визнала запровадження загальної обов'язкової служби замість загального військового обов'язку шляхом внесення змін до конституції принципово хибним кроком та таким, що суперечить міжнародному праву. На думку наукової служби Бундестагу, загальну обов'язкову службу можна було б запровадити лише після внесення змін до Основного закону. Однак, таким чином Федеративна Республіка Німеччина порушила б свої міжнародно-правові зобов'язання, що випливають з Конвенції про захист прав людини і основоположних свобод (ЄКПЛ) та Міжнародного пакту про громадянські та політичні права (МПГПП).

### Запропоновані моделі служби

#### Добровільна військова служба
Залучення добровольців було ініціативою СДПН щодо створення добровільної армії. Хоча закріплений в Основному законі військовий обов'язок мав бути збережений, він застосовувався б лише в разі потреби. СДПН говорила про «добровільність військової служби», яка мала б реалізовуватися через стимули. При цьому мала існувати система бонусів, наприклад, переваги при вступі до вишів, підвищенні кваліфікації або зарахуванні термінів служби та навчання. Подібне мало стосуватися й цивільної альтернативної служби. Програмна пропозиція про включення мети добровільної військової служби до програми була прийнята наприкінці жовтня 2007 року на федеральному з'їзді СДПН; таким чином, добровільна військова служба є частиною їхньої Гамбурзької програми.
У 2009 році було відкрито кілька судових рішень щодо конституційності тодішньої практики призову. Відповідні позови було передано до Федерального конституційного суду. Однак рішення про передачу справи Адміністративного суду Кельна від 25 березня 2009 року було відхилено як неприпустиме першою палатою Другого сенату Федерального конституційного суду в серпні 2009 року.

#### Суспільна служба
На основі вищезазначених міркувань з 2008 року обговорювалося запровадження «суспільної служби», під час якої всі молоді чоловіки мали б виконувати службу для суспільства. Їм надавалося б право обирати, в якій державній установі вони проходитимуть цю службу. Значно спрощена процедура відмови від військової служби згідно зі ст. 4 абз. 2 Основного закону, а також зекономлені кошти на медичний огляд мали б зробити систему конституційною. Інформація про військову службу, а також про альтернативні служби, відповідно, мала б надаватися вже в школі.

#### 5 плюс 1
На тлі пріоритетності служби в Бундесвері автори ідеї «5 плюс 1» запропонували основу для дискусії щодо подальшого розвитку Загального військового обов'язку. Уповноважений Німецького Бундестагу з питань збройних сил підтримав цю модель. Вона передбачала, що рекрути після тримісячної базової підготовки проходитимуть двомісячну спеціальну підготовку в галузях цивільного захисту та поглибленої медичної служби. Це було спрямовано не на використання Бундесверу всередині країни, а на випадки взаємодопомоги органів влади в розумінні статті 35 Основного закону. Після цих п'яти місяців (5) для відповідної молодої людини надається професійна підтримка (+ 1), яка є дуже індивідуалізованою, щоб задовольнити її потреби. Ідея полягала в тому, що державний обов'язок військової служби також повинен приносити переваги для самого призовника.

### Позиції відомих особистостей

#### Федеральний президент Роман Герцог
Тодішній Федеральний президент Роман Герцог у 1995 році на сорокаріччі Бундесверу виступив перед командувачами збройних сил із застереженням.
|                | Військовий обов'язок є настільки глибоким посяганням на особисту свободу молодих громадян, що демократична правова держава може вимагати її лише тоді, коли цього дійсно вимагає зовнішня безпека держави. Таким чином, це не є універсальним вічним принципом, а також залежить від конкретної безпекової ситуації. Його збереження, призупинення або скасування, а також тривалість строкової військової служби повинні мати безпеково-політичне обґрунтування. Суспільно-політичні, історичні, фінансові та внутрішньоармійські аргументи можуть використовуватися як додатки. Але вони ніколи не зможуть стати єдиною основою для консенсусу в розмові з громадянином. Зберігати довіру до військового обов'язку означає пояснювати, чому ми все ще потребуємо його, незважаючи на зникнення безпосередньої зовнішньої загрози. |
| — Роман Герцог | |

#### Генерал-інспектор Гартмут Баггер
16 липня 1996 року тодішній Генерал-інспектор Гартмут Баггер у листі Генерал-інспектора 1/96 обґрунтував свою позицію щодо збереження Загального військового обов'язку.
|                  | Для багатьох найсильнішим аргументом на користь професійної армії є пов'язана з нею професіоналізація. Військовий обов'язок та професіоналізм не виключають одне одного. Крім того, військовий обов'язок створює можливість використовувати весь потенціал інтелекту, здібностей та професійної підготовки наших молодих громадян. Ми отримуємо користь від цього потенціалу не лише серед військовозобов'язаних, ми також отримуємо з нього половину нашого керівного складу офіцерів та унтер-офіцерів. Якість та культура керівництва в Бундесвері, а також професіоналізм значною мірою залежатимуть від військового обов'язку. Відмова від плюралізму, часто пов'язана з добровольчою армією, може призвести до втрати інтелектуальної життєздатності. |
| — Гартмут Баггер | |

Баггер, таким чином, бачив у призовній армії «розумнішу армію», оскільки її особовий склад був більш кваліфікованим. Крім того, вона робила захист права та свободи справою всіх громадян і запобігала тенденції хибно розуміти збройні сили як «агентство послуг з оборони»; це був важливий суспільно-політичний аспект.

### Аргументи та підстави на користь бажаної зміни системи призову на строкову військову службу

#### Військова справедливість
Важливим пунктом у дискусії про військовий обов'язок була військова справедливість. Справедливою вона є тоді, коли, наскільки це можливо, на військову службу призивають кожного придатного за станом здоров'я юнака, який не відмовився від служби. Оскільки з часом на військову службу фактично призивали все менше молодих чоловіків одного року народження, це викликало нарікання на недостатню справедливість. При цьому існувала різниця між створенням військової справедливості в юридичному сенсі та відчуттям справедливості в суспільстві. Оскільки потреба у військовозобов'язаних у Бундесвері зменшувалася, критерії придатності підвищувалися, а також створювалися додаткові виняткові положення. Це призвело до того, що значно менше придатних до військової служби було в наявності, і стало легше утримувати невеликим залишок тих, хто з цієї групи не мав проходити службу. Таким чином, формально-юридично військова справедливість була встановлена, але окремими особами (та суспільством) вона часто не сприймалася як дійсно справедлива, оскільки їх більше цікавило, який відсоток взагалі мав би служити. Так, наприклад, серед чоловіків 1982 року народження — останнього вікового контингенту, що підлягав призову на строкову військову та цивільну службу, — лише 24 % (або 12 % від загальної кількості народжених цього року, враховуючи жінок) пройшли військову службу в Бундесвері (107 047 з 445 564 зареєстрованих військовозобов'язаних). З 440 000 облікованих чоловіків 1980 року народження (яких з 2004 року вже не могли призвати) 137 500 (31,25 %) пройшли строкову військову службу, 152 000 (34,54 %) пройшли цивільну службу або іншу альтернативну службу, а 150 500 (34,2 %) були визнані непридатними або з інших причин не були призвані на службу. Серед пізніше народжених частка визнаних непридатними знову значно зросла: у першому півріччі 2007 року лише 53,8 % усіх, хто пройшов медичний огляд, були визнані придатними до служби, 46,2 % не мали або не могли проходити ні військову, ні цивільну службу з медичних причин. Багато хто бачив у цьому очевидне порушення ідеї військової справедливості. «У районних військових комісаріатах … часто панує свавілля. Рекрута, який мав карієс на зубах, медичні комісії відсіювали, тоді як іншого з загоєним складним переломом визнавали придатним.»
Щоб залишок непризваних був якомога меншим, у наступні роки планувалося знову призвати більше військовозобов'язаних. Роблячи це, Федеральне міністерство оборони насамперед виконувало рішення Федерального адміністративного суду в Лейпцигу, яке, хоч і надавало державі свободу дій щодо критеріїв придатності та виняткових положень, водночас зобов'язувало її «призивати на військову службу якомога більше наявних військовозобов'язаних». З конституційно-правової точки зору це рішення, однак, є спірним, оскільки його важко узгодити зі ст. 12 абз. 1 Основного закону. Це положення зобов'язувало законодавця формувати державні, недобровільні служби таким чином, щоб вони були «загальними та для всіх однаковими», тобто, щоб вони, наскільки це можливо, рівномірно розподілялися між усіма. З юридичної точки зору, критика полягала в тому, що ухвалене законодавцем формулювання закону про військовий обов'язок фактично виключало значну частину чоловіків одного року народження з-під його дії. При цьому таке виключення ґрунтувалося не на об'єктивній необхідності (як, наприклад, у випадку осіб з тяжкою інвалідністю чи інших непрацездатних), а на політичній доцільності. Це, на думку критиків, виходило за межі повноважень, наданих законодавцю Основним законом у цьому питанні. Так, фахівці з конституційного права зазначали, що принцип «загально та для всіх однаково» слід тлумачити таким чином: законодавець не повинен (або лише в мінімальному обсязі) запроваджувати до закону необґрунтовані спеціальні норми. Крім того, встановлені ним критерії придатності не мають бути настільки необґрунтовано м'якими, щоб молоді чоловіки формально визнавалися непридатними, не будучи такими насправді. Питання про відповідність практики призову конституційному принципу рівного ставлення очікувало на остаточне вирішення Федеральним конституційним судом.

#### «Загальна» строкова військова служба — лише для чоловіків
Попри те, що в Німеччині існував так званий «загальний військовий обов'язок», він поширювався лише на чоловіків. І хоча це, в принципі, суперечило закладеному в Основному законі принципу рівного ставлення, Федеральний конституційний суд постановив, що це не робить військовий обов'язок недійсним. Аргументація полягала в тому, що законодавець згодом включив положення про військовий обов'язок, що стосується лише чоловіків (або: так званий «чоловічий військовий обов'язок»), до Основного закону. Таким чином, ця норма (лат. lex specialis) щодо військового обов'язку отримала перевагу над загальною нормою (лат. lex generalis) принципу рівного ставлення (закріпленого у ст. 3 Основного закону).
Допущена законодавцем дискримінація чоловіків через військовий обов'язок порушувала, однак, не лише юридичні, а й суспільні питання. Залежно від досягнутого рівня рівноправності виникали відповідні проблеми зі сприйняттям, що додатково підвищувало вимоги до політиків щодо належного обґрунтування військового обов'язку. Дискусія загострилася через те, що жінки тим часом отримали вільний та добровільний доступ до Бундесверу — також до служби зі зброєю. Це хоч і усунуло початкову дискримінацію жінок, але ще більше підкреслило нерівноправний характер військового обов'язку, який поширювався лише на чоловіків. Аргумент про те, що жінок слід захищати від військової служби через їхню нібито слабшу фізичну конституцію, втратив свою актуальність.
Часто як аргумент наводили те, що жінки «жертвують» подібною частиною свого життя, народжуючи та виховуючи дітей, а також виконують основну частину соціальної роботи, наприклад, доглядаючи за членами сім'ї. Однак таке порівняння є спірним. Окрім того, що не існує юридично закріпленого «обов'язку народжувати», а в часи контрацепції діти, як правило, є бажаними, при такому підході абсолютно не враховується внесок батьків. Це слід розглядати й у контексті сучасних уявлень, згідно з якими розподіл сімейних обов'язків між обома статями вважається бажаним і часто практикується. Таким чином, суворий розподіл ролей (чоловік – годувальник сім'ї, жінка — домогосподарка та мати), який був нормою на момент запровадження військового обов'язку, вже не відповідав суспільній реальності.
Також критикували те, що, наприклад, враховується робота жінки з догляду, але не враховується праця її чоловіка, який, наприклад, своїм заробітком взагалі уможливлює цей догляд з боку непрацюючої дружини.
Загалом слід зазначити, що встановлений законом обов'язок не можна порівнювати з добровільно взятими на себе завданнями. Якби військовий обов'язок чоловіків компенсувався соціальними завданнями, які також виконують жінки, то, навпаки, це означало б існування зобов'язання для жінок виконувати соціальні, волонтерські та доглядові функції. Крім того, військовий обов'язок спричиняв не лише професійні труднощі, а й часто важку службу, обмеження низки прав та відповідні наслідки у критичних ситуаціях.
До того ж, рішення у справі Крейль Європейського суду справедливості 2000 року показало, що жінки також придатні до військової служби зі зброєю.
Противники поширення військового обов'язку на жінок висловлювали побоювання, що це може призвести до ще більшого зниження народжуваності в Німеччині. Однак, наприклад, в Ізраїлі, де військовий обов'язок поширюється і на жінок, рівень народжуваності вищий, ніж у Німеччині. До того ж, сьогодні небагато жінок стають матерями вже на початку 20-річного віку (тобто у віці, коли довелося б проходити військову або альтернативну службу), а переважно в пізніші роки, тож служба принаймні безпосередньо не мала б перешкоджати реалізації бажання мати дітей.
Крім того, висувався аргумент, що чоловіки не повинні витрачати додатковий час життя на примусову службу ще й тому, що їхня очікувана тривалість життя приблизно на п'ять років менша, ніж у жінок. Ця різниця, до того ж, не компенсується меншими пенсійними внесками, що ставить чоловіків у ще більш невигідне становище.

#### Витрати
Аргументи щодо витрат наводили як прихильники, так і противники загального військового обов'язку. Так, стверджувалося, що призовна армія є дешевшим та ефективнішим варіантом порівняно з професійною. Військовий обов'язок, мовляв, полегшує набір солдатів строкової та контрактної служби. Наприклад, тодішній уповноважений Бундестагу з питань збройних сил Райнгольд Роббе, обіймаючи посаду голови оборонного комітету, у 2004 році на основі модельних розрахунків дійшов висновку, що професійна армія коштувала б на 3,5–7 мільярдів євро дорожче за тогочасну призовну армію, головним чином через необхідність витрачати величезні кошти на рекрутингові заходи. «Франція, Іспанія, Італія — усі країни, які скасували військовий обов'язок, – зіткнулися з величезними проблемами і сьогодні змушені витрачати колосальні гроші на рекрутингові заходи», — заявив Роббе в інтерв'ю Deutschlandradio.
Противники військового обов'язку не заперечували цю точку зору. Однак вони наголошували, що це суто підприємницький підхід, тоді як більшість наукових досліджень, що порівнювали витрати на різні моделі армії, ґрунтувалися на загальноекономічних розрахунках. Згідно з дослідженням економічної ефективності військового обов'язку, проведеним в Інституті управління збройними силами Мюнхенського університету Бундесверу, добровольча армія за однакової боєздатності була б приблизно на 50% ефективнішою за тогочасну призовну. «Часткове дослідження виявило значні переваги добровольчого Бундесверу у витратах та ефективності. Така армія забезпечила б менші витрати та вищу продуктивність», — підсумували автори. Німецький інститут економічних досліджень у своєму тижневому звіті 4/2004 також зазначив: «З економічної точки зору, професійна армія є кращою за призовну; вона економічно вигідніша для народного господарства та доцільніша з точки зору державної політики».
Загальноекономічні витрати призовної армії полягали, серед іншого, в тому, що військовий обов'язок призводив до втрати щонайменше річного доходу для відповідних молодих чоловіків. Це тягнуло за собою відповідне зменшення купівельної спроможності, а також податкових та соціальних надходжень. Сам військовозобов'язаний втрачав не лише низький перший річний дохід, який він надолужував пізніше, а й значно вищий останній річний дохід (перед пенсією). Водночас народне господарство втрачало потенційний внесок кваліфікованої робочої сили в економічне зростання.
Натомість можна було б заперечити, що чоловіки під час військової служби набували навичок, які могли б стати їм у пригоді в подальшій професійній діяльності. Це не враховувалося в розрахунках. Однак опитування свідчать, що принаймні в Німеччині у переважній більшості професій та компаній колишні військовослужбовці або особи, що пройшли цивільну службу, не мали жодних переваг. Крім того, можливість набуття таких навичок зменшувалася через постійне скорочення терміну військової служби: з одного боку, бракувало часу для поглибленої підготовки, а з іншого – Бундесвер не був зацікавлений у спеціальному навчанні військовозобов'язаних (наприклад, для отримання водійських прав), якщо не міг скористатися їхніми новонабутими навичками протягом решти короткого терміну служби.
Отже, згідно з цими двома поглядами, професійна армія могла б більше обтяжувати оборонний бюджет, але одночасно знижувати навантаження на економіку загалом. Призовна ж армія досягала меншого оборонного бюджету значною мірою за рахунок військовозобов'язаних та решти економіки. У професійній армії загальні (і потенційно нижчі для економіки в цілому) витрати лягали б на всіх платників податків.
Подібні аргументи щодо витрат існували й для цивільної служби, хоча тут завжди діяло застереження, що виняток не повинен легітимізувати правило. Так, існували побоювання, що без цивільної служби, яка була пов'язана з військовим обов'язком, соціальне забезпечення в багатьох сферах могло б погіршитися. Справді, протягом десятиліть, коли кількість тих, хто відмовлявся від військової служби з міркувань совісті, постійно зростала, і, відповідно, створювалося все більше місць для проходження цивільної служби, чимало лікарень, будинків для людей похилого віку та закладів догляду, станцій Червоного Хреста тощо залучали «цивільників» на вигідних для себе фінансових умовах, щоб долати кадрові проблеми у сфері догляду та охорони здоров'я. Однак після того, як у зв'язку зі зменшенням кількості строковиків виникла необхідність скоротити й кількість місць для цивільної служби (зі 150 000 у 1999 році до 70 000 у 2004 році), відповідні установи мусили поступово пристосовуватися до роботи зі значно меншою кількістю допоміжного персоналу. Більшості з них вдалося здійснити цей перехід, оскільки частина місць цивільної служби була перетворена на штатні робочі місця, а інша — компенсована за рахунок тимчасової зайнятості та заходів у рамках реформи ринку праці. Тому Центральне управління з питань відмови від військової служби з міркувань совісті дійшло висновку: «Питання цивільної служби давно вирішене».

#### Пенсія
З 1982 року більшість військовозобов'язаних стикалися з недоліками при нарахуванні пенсії: враховувалися лише фіксовані суми, які з 1982 року були нижчими за середній заробіток.
- до 1982 року: 1 пенсійний бал на рік (еквівалент 100 % середнього заробітку)
- 1982—1991: 0,75 пенсійного бала на рік (еквівалент 75 % середнього заробітку)
- з 1992 року: 0,80 пенсійного бала (еквівалент 80 % середнього заробітку)

Індивідуально вищий середній заробіток за всі роки роботи при цьому не компенсувався. Конституційно-правова оцінка цього питання з точки зору військової та пенсійної справедливості ще не проводилася.

#### Етичні, суспільні та внутрішньоармійські аргументи
Частково для етичного обґрунтування військового обов'язку використовували тези Іммануїла Канта з його праці «Вічний мир» (1795). У ній філософ стверджував, що постійні армії призводять лише до гонки озброєнь і, як наслідок, до воєн. Однак ототожнювати поняття постійних армій, яке використовував Кант, з професійними арміями некоректно, оскільки постійні армії можуть комплектуватися як на професійній, так і на призовній основі. Тому Кант аж ніяк не називає призовну армію кращою моделлю, а навпаки, наголошує на добровільності схвалюваних ним періодичних військових навчань громадян. Лише така добровільність, імовірно, і здатна унеможливити згадане Кантом у цьому контексті «використання людей як простих машин та інструментів у руках Іншого (держави)..., що погано узгоджується з правом людства в нашій власній особі».
Досвід двох світових воєн та повоєнних конфліктів також свідчить, що призовні армії ані не запобігали їм, ані жодним чином не стримували гонку озброєнь. Тому, дещо видозмінюючи ідеї Канта, висувається аргумент, що призовні армії в демократичних суспільствах сприяють вищій відповідальності урядів перед солдатами, а рішення про закордонні місії приймаються більш виважено.
Прихильники військового обов'язку неодноразово посилалися на досвід Веймарської республіки, де Рейхсвер перетворився на «державу в державі». При цьому вони не враховували, що це було зумовлено безпосереднім підпорядкуванням армії Райхспрезиденту та її власною юрисдикцією, а не обов'язково було наслідком форми комплектування збройних сил. Крім того, уряди Веймарської республіки постійно порушували міжнародні договори про роззброєння та обмеження озброєнь, наприклад, через існування «Чорного рейхсверу», з оточення якого було скоєно кілька так званих «феме-вбивств». Уроки Веймарської республіки мали значний вплив на розробку військової конституції (або: основ оборонної політики), яка включала положення про військовий обов'язок. Як наслідок, Бундесвер, де солдат розглядається як «громадянин у формі», був створений як «парламентська армія». Це означало його підпорядкування всебічному політичному (згідно зі ст. 115а Основного закону), суспільному (згідно зі ст. 45b Основного закону) та бюджетному (згідно зі ст. 87а Основного закону) контролю.
Історичний досвід свідчить, що військовий обов'язок, іронічно названий «законним дитям демократії», як у Кайзерівській Німеччині та за часів націонал-соціалізму, так і в інших диктатурах і демократіях, скоріше посилював мілітаризм, аніж сприяв миру. Стереотипне запитання про військову службу «нім. Hamse jedient?» (що на бранденбурзькому діалекті означає приблизно «Чи служили ви?») стало лейтмотивом п'єси «Капітан із Кепеніка» Карла Цукмаєра і вважається характерною рисою мілітаризму в Німецькій імперії.

#### Емоційно-ідеологічні причини
Збереження військового обов'язку в Німеччині значною мірою зумовлювалося також емоційними та світоглядними чинниками. Так, для багатьох армія вважалася «символом боєздатної статі» та «школою нації» .
Витоки такої оцінки полягали в тому, що історично із загальним військовим обов'язком пов'язувався статус громадянина. Громадянство та оборона країни вважалися двома сторонами однієї медалі. Відповідно, виключення жінок з політичних прав також обґрунтовувалося їхньою нібито нездатністю до військової служби. Пов'язання боєздатності з мужністю мало символічну та ідеологічну функцію і цілком відповідало тогочасним уявленням про гендерні ролі. Цікаво також, що, навпаки, принципова придатність чоловіків до бою та володіння зброєю ніколи не ставилася під сумнів. Лише з часом була визнана непридатність з пацифістських мотивів.
Мужність, за Утою Кляйн, була функціональним елементом, однією з ознак якого є соціалізація: вона спрямована не на формування безстатевого солдата, а саме чоловічого. В армії, за її словами, соціалізується мужність. Військова служба сприяє тому, що молоді чоловіки відокремлюються від жінок і зближуються з іншими чоловіками. Для них армія означає своєрідний відступ до чоловічого союзу, де вони мають утвердитися як чоловіки. «Лише через військову службу хлопець стає справжнім чоловіком».
Це уявлення все ще досить поширене і тим сильніше вкорінене, чим консервативнішим і патріархальнішим є суспільство.
Військовий обов'язок також у Німеччині, особливо серед консервативно налаштованих та/або старших людей, розглядався як принципово цінний і важливий досвід для майбутнього чоловіка. Він позитивно асоціювався з поняттям мужності («Справжній чоловік служив в армії!») і тому, незалежно від реальної практики військового обов'язку та раціональних аргументів «за» і «проти», знаходив емоційну та світоглядну підтримку.
Бундесвер вже давно і дедалі більше переважно складався з професійних солдатів. Ті, хто служив за контрактом, обирали службу в армії на певний період свого життя, виконували там свою роботу самостійно та відповідально, але багато хто з такою ж серйозністю планував свою подальшу цивільну кар'єру.
Зрештою, деякі інші великі демократичні держави, такі як США та Велика Британія, вже давно, а з 1990-х років Франція і навіть Іспанія з 2001 року (де у 1981 році відбулася спроба державного перевороту), відмовилися від військового обов'язку, і це не викликало серйозних побоювань за їхній демократичний устрій. Федеративна Республіка Німеччина з її міцно вкоріненою демократією та демократичною інтеграцією збройних сил не може бути прирівняна до Веймарської республіки.
Важливе значення надавалося військовому обов'язку також у контексті інтеграції Бундесверу в суспільство. Військовозобов'язаним при цьому відводилася подвійна роль. З одного боку, вони мали здійснювати «нагляд» та «стримувати» кадровий військовий склад. З іншого — ті, хто певний час відслужив в армії, мали стати своєрідними популяризаторами Бундесверу в цивільному суспільстві. Однак цей подвійний ефект послаблювався кількома чинниками.
Так, результати дослідження «Насильство щодо чоловіків» показали, що лише близько третини колишніх військовозобов'язаних мали позитивні спогади про свою службу. До того ж, останніми роками як відсоткова, так і абсолютна кількість військовозобов'язаних, що проходили службу, невпинно зменшувалася. Це, у свою чергу, послаблювало зв'язок армії з суспільством та її демократичну відкритість, що забезпечувалася через призовників.
Скорочення терміну військової служби також призвело до того, що молоді чоловіки майже виключно контактували з солдатами строкової та контрактної служби в навчальних підрозділах, а не з рештою Бундесверу. Тому бажаний ефект, ймовірно, був найсильнішим серед тих, хто добровільно погоджувався на довшу службу, тривалістю до 23 місяців, і таким чином мав можливість краще пізнати солдатський побут. При цьому їхнє початкове ставлення до армії могло бути таким же позитивним, як і в їхніх товаришів, що служили за контрактом, наприклад, чотири роки.
Отже, якщо суспільство може очікувати від військовослужбовців, що проходять добровільну військову службу, демократичного контролю над армією зсередини та протидії її закостенінню, то цю здатність та готовність не слід заперечувати ані солдатам за контрактом, ані громадянам та батькам/матерям, що служать як професійні солдати. А це означає, що для цього не потрібні призовники; достатньо було б структури з високою часткою солдатів за короткостроковими контрактами та подальшої інтеграції в перевірене військове законодавство.

#### Дзеркало чи криве дзеркало суспільства
Бундесвер мав бути дзеркалом суспільства, принаймні його чоловічої частини. З цією чіткою метою його було створено, а гарантією цього мав слугувати загальний військовий обов'язок. Однак Бундесвер цьому ідеалу навіть у перші роки ніколи повністю не відповідав, наприклад, через відсутність у його лавах непридатних до військової служби, тих, хто відмовився від служби з міркувань совісті, та іноземців. Згодом відбулися зміни, які перетворили Бундесвер не на дзеркало, а на криве дзеркало (чоловічого) суспільства. Вже широка свобода вибору між альтернативною та військовою службою призвела до того, що більш освічені (з атестатом зрілості), більш чутливі та переважно ліво налаштовані молоді чоловіки, а також класичні пацифісти відмовлялися від військової служби. З часом Бундесвер мав дедалі менші потреби в особовому складі, критерії медичного огляду стали суворішими, а кількість підстав для звільнення від служби зросла. Внаслідок цього серед тих, кого призивали, ставало все менше не лише одружених та старших за віком молодих чоловіків, але й умовно придатних. Крім того, від служби ухилялися й ті, хто вмів використовувати ці правила на свою користь.
Наскільки спотвореним було це «дзеркало», свідчило й географічне походження солдатів. Так, 40 % військовозобов'язаних та 30 % солдатів строкової і контрактної служби набиралися зі Східної Німеччини. Серед молодших офіцерів їхня частка тимчасово сягала навіть 60 %, а серед молодшого сержантського складу – 80 %.
Причиною такої значної переваги Східної Німеччини була привабливість Бундесверу як роботодавця для регіонів з високим рівнем безробіття. Ця привабливість зростала зі зниженням рівня освіти. Тому переважно низькокваліфіковані особи зголошувалися на закордонні місії, оскільки вони передбачали додаткову надбавку до 110 € на день. Однак, коли ці місії все частіше почали сприйматися як загроза здоров'ю та життю, Бундесверу ставало дедалі важче залучати більш кваліфікованих осіб з кращими перспективами на ринку праці для добровільного продовження військової служби або навіть для служби за контрактом. Відповідно, Бундесвер змушений був постійно знижувати вимоги до кандидатів, щоб задовольнити свої кадрові потреби. Існували й існують побоювання, що Бундесвер перетвориться на місце концентрації представників нижчих соціальних верств. Полковник Бернхард Герц (багаторічний федеральний голова Німецького союзу Бундесверу) у 2006 році заявив, що Бундесвер повинен «уважніше придивлятися до людей, які приходять до нас в армію». У Бундесвері, попри збереження військового обов'язку, дедалі гостріше проявлялися ті самі кадрові проблеми, яких побоювалися внаслідок переходу на добровольчу та професійну армію.

#### Російська агресія проти України та західних країн
31 грудня 1999 року Володимир Путін вперше став президентом Російської Федерації.
Він спрямував Росію до неліберальної та псевдодемократичної моделі; сам Путін визначає «патріотичну» та дедалі більше імперіалістичну й мілітаристську політику. Його система правління (Путінізм) характеризувалася і характеризується як авторитарна, деспотична, реваншистська та диктаторська.
24 лютого 2022 року російські збройні сили за наказом Путіна (який також є їхнім верховним головнокомандувачем) розпочали широкомасштабне, протиправне з точки зору міжнародного права вторгнення в Україну.
Відтоді в Німеччині тривають дискусії про відновлення військового обов'язку.
Так, наприклад, розглядається можливість розширення за рахунок федеральних коштів місцевих органів охорони здоров'я (які й так потребують посилення з огляду на майбутні сценарії, подібні до пандемії COVID-19). В обмін на це вони могли б проводити медичний огляд, поєднаний з консультацією щодо добровільних служб, перевіркою статусу вакцинації, з'ясуванням готовності до донорства органів та проведенням необхідних профілактичних оглядів.

## Нові плани в червні 2024 року
12 червня 2024 року міністр оборони Німеччини Борис Пісторіус представив нову модель залучення добровольців до так званої «Нової військової служби» (нім. Neuer Wehrdienst). Ця модель передбачає певний вид військового обліку та добровільну строкову військову службу тривалістю від шести до 23 місяців. Для її реалізації планується запровадити обов'язковий облік та медичний огляд кандидатів залежно від потреб армії. Це означає, що всі громадяни Німеччини при досягненні призовного віку отримуватимуть відповідні листи. Чоловіки будуть зобов'язані заповнити та надіслати анкету; для жінок такий обов'язок не передбачений. На підставі заповненої анкети ухвалюватиметься рішення про запрошення на медичний огляд. Завдяки цьому, починаючи з 2025 року, на додачу до приблизно 10 000 осіб, які вже проходять добровільну військову службу, можна буде підготувати ще до 5000 військовослужбовців. При цьому існуюча модель добровільної військової служби буде інтегрована в модель «Нової військової служби». Загалом таким чином планується підготувати до 200 000 додаткових резервістів.